# Perrinia nigromaculata
Perrinia nigromaculata is een slakkensoort uit de familie van de Chilodontaidae. De wetenschappelijke naam van de soort is voor het eerst geldig gepubliceerd in 1908 door Schepman.